# Kirani James
Kirani James CBE (* 1. září 1992 Gouyave) je atlet z Grenady. Specializuje se na dlouhé sprinty, tratě 200 a 400 metrů. V roce 2011 se v 18 letech stal mistrem světa v běhu na 400 metrů na MS v korejském Tegu. O rok později na stejné trati triumfoval na Letních olympijských hrách v Londýně.
V současnosti je držitelem množství rekordních časů v mládežnických kategoriích (zejména na trati 400 metrů), a to ve věkových kategoriích do 14, 15 i 17 let. Je také mnohonásobným vítězem mládežnických a juniorských šampionátů. Jeho největší úspěch přišel 30. srpna 2011, kdy na mistrovství světa v korejském Tegu ve finále na 400 m v cíli těsně porazil favorizovaného Američana Merritta a časem 44,60 sekundy si zajistil zlatou medaili. Následně na mítinku v Curychu vytvořil nový národní rekord časem 44,36 s a dokonce vyhrál celý ročník Diamantové ligy, když mu stačily pouze dva starty.
Další výrazný úspěch zaznamenal na Letních olympijských hrách v Londýně, kde suverénně zvítězil a doběhl si pro zlatou olympijskou medaili. Zároveň znovu vylepšil národní rekord na výborných 43,94 s.

## Osobní rekordy

#### Hala
- běh na 200 metrů – 20,58 s – 21. leden 2011, Albuquerque
- běh na 400 metrů – 44,80 s – 27. únor 2011, Fayetteville

#### Venku
- běh na 200 metrů – 20,41 s – 16. duben 2011, El Paso (NR)
- běh na 400 metrů – 43,74 s – 3. červenec 2014, Lausanne (NR)[2]